# Bulletin of Geography. Socio-economic Series
Bulletin of Geography. Socio-economic Series (BGSS) – recenzowane czasopismo naukowe (kwartalnik), które obejmuje swoim zakresem geografię społeczno-ekonomiczną i dyscypliny pokrewne. Powstało w 2003 roku i wydawane jest przez Uniwersytet Mikołaja Kopernika (UMK) w Toruniu. Redaktorem naczelnym jest profesor Daniela Szymańska (UMK). Pracę redakcyjną wspiera Zespół Redakcyjny oraz Rada Doradcza/Rada Redakcyjna.

## Wydawca
Wydawcą wszystkich publikacji jest UMK w Toruniu. BGSS publikuje artykuły bezpłatnie dla autorów i udostępnia je bezpłatnie czytelnikom. Czasopismo udostępnia treści w systemie otwartego dostępu na zasadach licencji Creative Commons (CC BY-NC-ND 4.0).

## Zakres
Celem Biuletynu Geograficznego: Seria Społeczno-Ekonomiczna jest prezentacja odkryć naukowych z zakresu geografii społeczno-ekonomicznej i dyscyplin pokrewnych. Czasopismo obejmuje następujące obszary badawcze: Nauki społeczne, Struktury społeczne, Demografia i geografia ludności, Studia miejskie, Planowanie i rozwój, Urbanistyka i architektura, Socjologia, Interakcje społeczne, Antropologia kulturowa i społeczna, Architektura i urbanistyka, Studia kulturowe, nauki o Ziemi, Geografia, Ekonomia. Tematyka artykułów publikowanych w BGSS obejmuje badania teoretyczne i empiryczne (w różnych ujęciach przestrzennych – lokalnych, regionalnych, krajowych, międzynarodowych) z zakresu: geografii człowieka, demografii, geografii osadnictwa, procesów urbanizacji i systemów osadnictwa miejskiego, architektury i urbanistyki, obszarów metropolitalnych, zintegrowanego rozwoju miast i regionów, krajobrazu i osadnictwa wiejskiego, zagadnień przestrzennych, organizacji i planowania przestrzennego, polityki regionalnej, geografii medycznej, turystyki i rekreacji, geografii ekonomicznej, geografii przestępczości, geografii handlu, geografii usług, geografii politycznej, geografii wyborczej, ekologii człowieka, socjologii, ekonomii i innych pokrewnych nauk społecznych.

## Abstracting i indeksowanie
Czasopismo jest indeksowane m.in. w Scopus, Web of Science  i Index Copernicus.